# Château du Gibralfaro
Le château du Gibralfaro est une forteresse située dans la ville de Malaga en Andalousie               (Espagne).

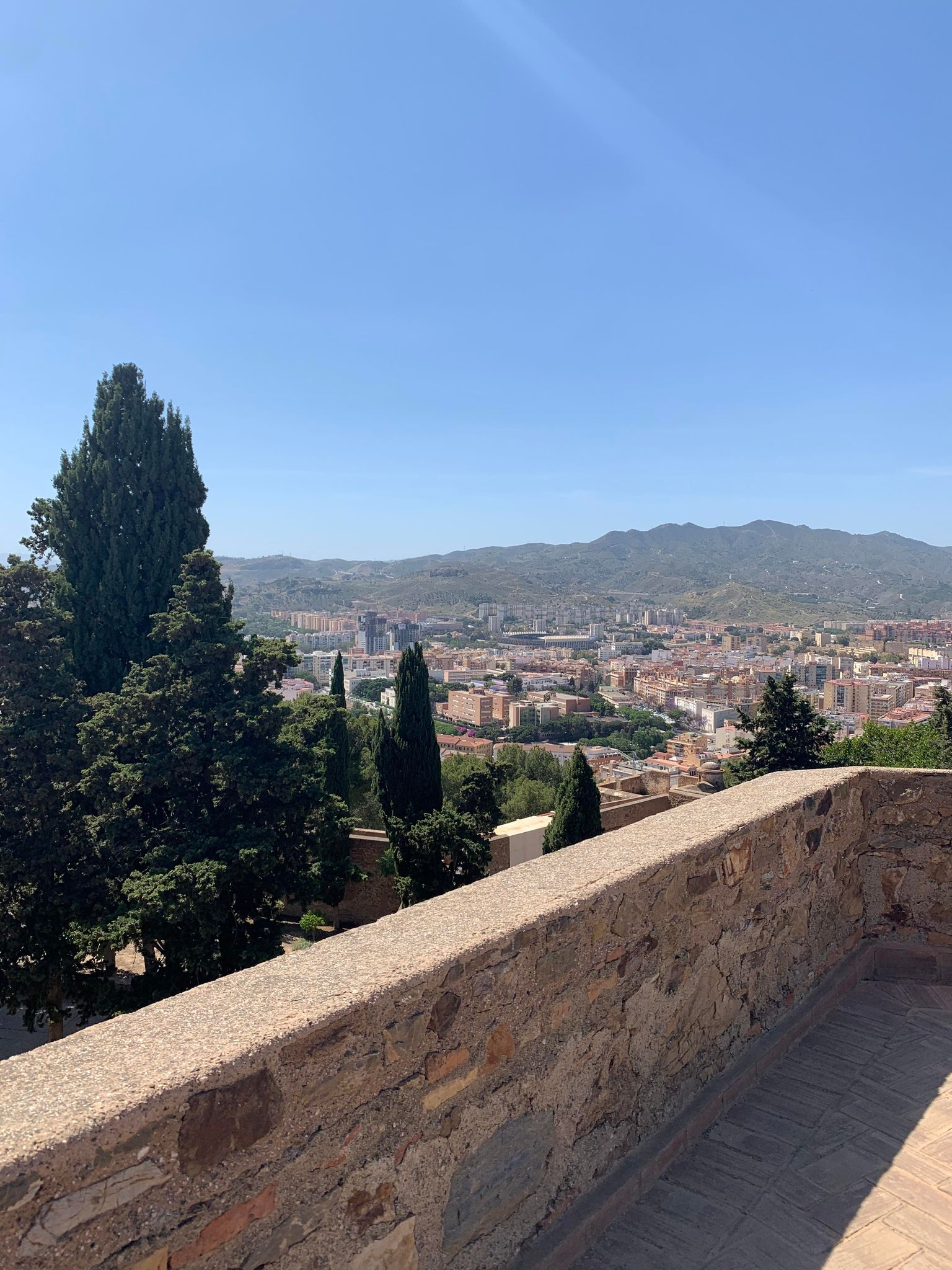
Vue sur la ville de Malaga à partir des murailles du Château du Gibralfaro.

## Présentation
Il a été construit au XIVe siècle par Yusuf Ier de Grenade, sur un site phénicien qui contenait également un phare qui donne son nom à la colline (Jbel-Faro, ou sur la montagne de la lumière) devenu Gibralfaro.
Le château a été assiégé par les Rois catholiques au cours de l'été 1487. Après le siège, Ferdinand II d'Aragon s'y installe, alors que Isabelle Ire de Castille choisit de vivre dans la ville.
Il a été construit pour loger les troupes et protéger l'Alcazaba, notamment à cause de l'utilisation de l'artillerie.
Actuellement, le château peut être visité, on peut voir de magnifiques vues sur la ville de Malaga, quelques montagnes du Rif (en Afrique) et le détroit de Gibraltar.

## Protection
Le château fait l’objet d’un classement en Espagne au titre de bien d'intérêt culturel depuis le 3 juin 1931.

### Source
- (es) Cet article est partiellement ou en totalité issu de l’article de Wikipédia en espagnol intitulé « Castillo de Gibralfaro » (voir la liste des auteurs).